# Evfemizem
Evfemizem ali olepševalnica ali omiljevalni izraz je leksikografska enota starogrškega izvora ki figurativno in bolj ali manj simbolično nadomešča izraz ali skuša zajeti pomen besede ali fraze, ki sicer ne bi bila primerna ali skladna z normami lepega vedenja oz. ki izrečena ali zapisana v dani situaciji ne bi bila družbeno ali kontekstno sprejemljiva. Zgled je olepšava; olajšava; milo rečeno ipd.
Evfemizem je včasih humorne narave in ne zgolj vsebinska varianta določene besede.
Evfemizmi se lahko uporabljajo za zabrisanje zmerljivk (psovk) ali vulgarizmov (prostaškega izražanja) ali tem, ki v družbi veljajo za tabu, na primer spolnost, izločanje, invalidnost ali smrt.

## Primeri

### Vulgarizem
- Smola! namesto Prekleto!
- odtujiti, izmakniti namesto ukrasti
- vinjen, pod vplivom alkohola namesto pijan

### Spolnost
- spati z nekom, spolno občevati, seksati namesto fukati
- reproduktivni ograni, spolovilo, genitalije
- bikini predel namesto mednožje
- nožnica, vagina namesto pizda, pička
- ženski dnevi, teta s Krvavca (humorni izraz za menstruacijo)

### Izločanje
- imeti vetrove namesto prdeti
- zadnjica, zadnja plat namesto rit
- odtočiti, lulati, iti na vodo, iti na minus, iti na malo potrebo, iti na enko, namesto scati
- kakati, počeniti (arhaično), iti na blato, iti na veliko potrebo, iti na dvojko, namesto srati
- fekalije namesto drek
- sanitarije, WC, stranišče, toaleta namesto sekret
- spodnjice namesto gate
- povračati, klicati jelene namesto bruhati, kozlati
- diareja namesto driska

### Smrt
- preminiti
- izdihniti
- posloviti se

## Primeri v Svetem pismu
V Svetem pismu so primeri, ko se v podobnih okoliščinah uporabljajo evfemizmi. Za spolni odnos se ponekod uporablja glagol spoznati ali ležati z nekom, za spolovilo pa nagota ali ledja. Slednji izraz v slovenščini pomeni sicer del hrbta tik pod pasom ob ledvicah (v edninski obliki ledje), v slovenskih prevodih Svetega pisma pa se v množinski obliki ledja uporablja kot evfemizem za spolovilo ali mednožje. V izvirniku pomeni preprosto pas oziroma  predel pasu ali predel bokov.
- Človek je spoznal svojo ženo Evo. Spočela je in rodila Kajna. (1 Mz 4,1)
- »Nikar, bratje moji, ne delajte hudega! Glejte, imam dve hčeri, ki še nista spoznali moža; naj ju pripeljem k vam, da storite z njima, kar boste hoteli. Samo tema možema ne storite ničesar, saj sta prišla v senco moje strehe!« (1 Mz 19,7-8)
- Starejša hči je rekla mlajši: »Najin oče je star, v deželi pa ni moža, ki bi se nama približal po navadi vse zemlje. Dajva, napojiva očeta z vinom in leziva z njim; tako obudiva zarod po očetu.« (Lk 1 Mz 19,31-32)
- Tako govori Gospod Bog: Ker si se vdajala svoji pohoti, razkrivala pri vlačuganju svojo nagoto pred ljubimci in pred vsemi gnusnimi maliki, in zaradi krvi tvojih otrok, ki si jim jih žrtvovala, glej, zaradi tega zberem vse tvoje ljubimce, ki si jim bila všeč, vse, ki si jih ljubila, in vse, ki si jih sovražila. Zberem jih zoper tebe z vseh strani in razkrijem vpričo njih tvojo nagoto, da bodo videli vso tvojo goloto. (Ezk 16,36-37)
- Svoja ledja si prepustil ženskam in pustil, da so dobile oblast nad tvojim telesom. (Sir 47,19)
- Starešini sta rekla: »/.../ In k njej je prišel mladenič, ki je bil skrit, in je legel k njej. Midva, ki sva videla to nepostavnost, ker sva bila v kotu na vrtu, sva pritekla k njima. Videla sva ju sicer, da sta bila skupaj, vendar njega nisva mogla prijeti, ker je bil močnejši od naju; odprl je vrata in se pognal ven.  (DanD 3,36-39)
- Angel ji je rekel: »Ne boj se, Marija, kajti našla si milost pri Bogu. Glej, spočela boš in rodila sina, in daj mu ime Jezus. /.../ Marija pa je rekla angelu: »Kako se bo to zgodilo, ko ne poznam moža?« (Lk 1,30-35)
- Rahela pa je prej vzela bogove, jih položila pod kamelino sedlo in sedla nanje. Labán je prebrskal ves šotor, pa ni našel ničesar. Rahela je rekla očetu: »Naj mi gospod ne zameri, ne morem vstati pred tvojim obličjem, ker se mi godi, kakor se dogaja ženskam.« (1 Mz 31,34-35)
- David je poslal sle in jo je vzel. Prišla je k njemu in je legel z njo – prav tedaj se je očistila svoje nečistoče. (2 Sam 11,4)
- Tam je bila votlina in Savel je šel vanjo, da bi opravil potrebo. (1 Sam 24,4)